# Neoarameo occidental
El neoarameo occidental (arameo:  ܣܪܝܘܢ, Siryōn "siríaco"), también conocido como liššōna arōmay, es una variedad del idioma arameo occidental.
Se cree que el neoarameo occidental es la variante viva más cercana del idioma de Jesucristo, quien hablaba arameo.
Los hablantes del neoarameo occidental (Siríaco) son arameos pertenecientes a la Iglesia Ortodoxa Griega de Antioquía y a la Iglesia Católica Griega Melquita. Otros hablantes occidentales del idioma neoarameo son los arameos islámicos. Hay documentación de que estos hablantes islámicos se convirtieron en los últimos 2-3 siglos.